# 元明月
元明月（508年—534年），河南郡洛阳县（今河南省洛阳市东）人，魏孝文帝元宏孙女，京兆王元愉之女，母亲杨奥妃。

## 生平
508年，元愉谋反失败被捕后自缢死，杨奥妃生下遗腹女元明月以后亦被处决。他们的五个孩子年幼免死，遭到囚禁，灵太后时期恢复了自由，才得以改葬父母，追服三年。
元明月封平原公主，先嫁灵太后的姨表弟侯某，生子侯永沙，丈夫死后喜欢上封隆之，打算再嫁，但封隆之被另外一追求者孫騰排擠趕跑。而堂弟元修又看上了她的美貌，将她霸占为情妇之一，进封公主。534年元修带着她私下逃走去依附宇文泰。宇文泰反感元修的强硬无礼和淫乱，因遣元明月哥哥南陽王元宝炬等骗出元明月交到他手中，将她杀害，然后以此做契机杀掉了忿忿不平的元修。元明月亡年27岁。
《北史》记载元修霸占元明月等三个“从妹”，有误，因元明月的父亲元愉508年身死，元修生于510年，可知元明月是元修的堂姊。